# Cheirodendron dominii
Cheirodendron dominii é uma espécie de Cheirodendron nativa dos EUA.